# ぱんちか
ぱんちかは、かつて存在した日本のアダルトビデオメーカー。AV監督パンチの自主制作レーベル。2009年12月から2013年1月にかけて、総集編を含み27作品ほどリリースされた。
公式サイトでの通信販売と、PPS（ぱんちかパートナーショップ）と呼ばれるごく一部のセルビデオ店でしか購入できなかった。

## 主な作品
- PANCHKA vol.1「ヨメに逃げられ、アキレス切って、気が動転して･･･アタマ真っ白けの淋しいオヤジがあっちゃこっちゃの女の子の自宅におじゃま旅」
- PANCHKA vol.2「何日かけて顔出し素人娘を探したと思ってんだ!これがシコミだとか抜かす奴はウルシでかぶれろ!!」
- PANCHKA vol.3「素人完全顔出し7生本番（うち3Pが2回）!!気持ちがあるから生なんです･･･お金じゃ買えない生がある!」
- PANCHKA vol.4「旦那や彼氏に内緒で応募して来ちゃった素人5人の緊張面接と恥ずかしいセックスの5時間!5人全員本気でぐしょ濡れ確認済み!!」
- PANCHKA vol.5「性格のいい素人が3名全員生本番!で、一見そうは見えませんが･･･アソコはそれぞれ事情があって陰毛が無いんです。あと･･･A級単体クラスのHカップが撮れてます。」
- PANCHKA vol.6「広島・神戸・奈良の肉棒に飢えた一般人3名の濃厚接吻交尾と大阪美人2名の尻肉たっぷり映像」
- PANCHKA vol.7「知り合いの気まずさ!真面目OLの罪悪感!外国人カップルとの乱闘!全員本番!!生・生アナル・フィストファック等･･･もう･･･めちゃくちゃ」
- PANCHKA vol.8「博多の超美人桃尻娘も大阪の全身性感帯娘もナンパした最近の20歳ときたら･･･見た目は真面目でも狂っちゃったらド淫乱過ぎる訳で」
- PANCHKA vol.9「応募面接とナンパでいやらしい舌使いの一般人を抱きまくっても･･･孤独ってヤツが後から後から追っかけて来やがる!40オヤジの関東セックス一人旅」
- PANCHKA vol.10「応募してきた神戸の巨乳美人マダムが学校の先生なのに濡れて絶叫馬乗り生挿入!～AV夫婦のナンパ新婚旅行（その1）札幌エキセントリック桃尻娘」